# Smiljan Rozman
Smiljan Rozman, slovenski mladinski pisatelj, dramatik in slikar, * 28. januar 1927, Celje, † 15. marec 2007, Ljubljana.

## Življenje
Kmalu po rojstvu se je z družino preselil v Šmarje pri Jelšah. Zaradi očetovega poklica (bil je davkar) so se veliko selili. Osnovno šolo je končal v Radovljici, gimnazijo pa na Ptuju in v Mariboru. Med drugo svetovno vojno so bili izgnani v Srbijo, v Kragujevac, nato je moral na prisilno delo v Nemčijo in Francijo. Po vojni se je vrnil v Maribor in se vpisal na učiteljišče, ki ga je zaključil leta 1949. Med študijem se je preizkusil v več poklicih; bil je tovarniški delavec, filmski igralec, glasbenik – igral je bobne, saksofon in klarinet. Vzdrževal se je sam, saj oče ni mogel skrbeti za šest sinov. Udeleževal se je večernega tečaja risanja, ki so ga na pobudo akademskega slikarja Maksa Kavčiča organizirali mariborski likovniki. Po končanem študiju na učiteljišču je hotel študirati slikarstvo, vendar je zaradi pomanjkanja učiteljev hkrati z diplomo dobil odločbo o namestitvi na Hrvaškem v Lepoglavi, kjer je poučeval na osnovni šoli.
Jeseni 1950 je moral na služenje vojaškega roka. Po krivem so ga obtožili šovinizma in »protiarmadnega razpoloženja«, zato ga je sodišče v Zagrebu zaradi lažnega pričanja  obsodilo na tri leta in pol zapora. Kazen je prestajal v Bosanski Gradiški. Mama Marija je dosegla, da je bil po letu in pol izpuščen, toda učiteljskega poklica več ni smel opravljati. Po vrnitvi iz izgnanstva v domovino, v Maribor, je bila mama izredno aktivna, požrtvovalna in humana pri pomoči revnim ljudem.
Leta 1953 se je Smiljan vpisal na študij psihologije in pedagogike na Filozofski fakulteti v Ljubljani. Bil je član Društva slovenskih pisateljev in slovenskega PEN-a.

## Delo
S svojimi zgodnjimi deli spada med začetnike moderne povojne proze. Pisal je romane, novele, humoreske, črtice in povesti, mladinsko prozo, scenarije za televizijske, radijske in lutkovne igre, scenarije za kratke in risane filme ter besedila za šansone. Objavljati je začel leta 1948 v Mladinski reviji. V Svitu, Mladih potih, Besedi in kasneje Novih obzorjih ter Naši sodobnosti je objavljal novele, v dnevnem in tedenskem časopisju pa feljtone z aktualno in dnevno problematiko. Del tega je izšel v knjižnih izborih.
Njegova proza je fabulativno nezapletena. Prikazuje predvsem malega človeka iz okolij, v katerih ga je spoznaval: svet ob morju (romana Obala, Druščina) in stari Maribor  (roman Mesto). V romanih Nekdo, Ruševine in Pokopališče je z avantgardnimi prijemi prikazoval razosebljenost v vojni. V poznejših delih je junake psihološko poglobil ter okrepil humornost in grotesknost.
Plodovit je bil kot pisec del za otroke in mladostnike. Prilagajal se je stopnji njihovega osebnostnega razvoja in uporabljal elemente kriminalnih in pustolovskih zgodb, pravljic – Lov za ukradenimi milijoni. Nekaj jih je objavil v revijah Ciciban in Pionirski list.
Je avtor več radijskih in televizijskih iger in scenarijev za televizijske igre po lastnih literarnih predlogah. Napisal je scenarije za lutkovna filma Intermezzo in Don Pedro ter risani film Zimska zgodba (1962) in kratka igrana filma Kavarna (1975), Basistov ponedeljek (1986). Zasnoval je scenarija za baleta Lizistrata (1975) in Žica (1976).
Za mladinsko povest Reporter Tejč poroča je prejel Levstikovo nagrado, za romana Nekdo in Mesto Prežihovo, za roman Druščina pa nagrado Prešernovega sklada. Za radijske drame je dobil pet nagrad.